# Polykritos von Mende
Polykritos von Mende war ein antiker griechischer Geschichtsschreiber, der wohl im späten 4. Jahrhundert v. Chr. lebte. Seine Werke sind nur über einige Erwähnungen und Zitate (Fragmente) bei anderen antiken Autoren bekannt.
Polykritos stammte aus Mende auf der griechischen Halbinsel Chalkidike. Er schrieb eine Geschichte über Dionysios II. von Syrakus und eine Geschichte Siziliens (Sikeliká). Das Werk über Dionysios muss mindestens zwei Bücher umfasst haben. Über den Umfang und den behandelten Zeitrahmen des zweiten Werks ist nichts bekannt, es soll aber in Hexametern verfasst gewesen sein. Es wurde wahrscheinlich von Timaios von Tauromenion benutzt, wodurch Diodor Informationen aus dem Werk vermittelt wurden. Erhalten sind nur vier Fragmente, die gesammelt sind in Die Fragmente der griechischen Historiker, Nr. 559 bzw. Brill’s New Jacoby, Nr. 559.
Er ist sehr wahrscheinlich nicht identisch mit dem bei Plutarch überlieferten gleichnamigen Arzt, der ebenfalls aus Mende stammte und im Umkreis des Perserkönigs Artaxerxes II. belegt ist. Diodor berichtet davon, dass der Historiker Polykritos an einer militärischen Expedition gegen Akragas teilnahm, was (neben chronologischen Problemen) eine Identifizierung mit dem besagten Arzt in persischen Diensten weitgehend ausschließt. Felix Jacoby hat allerdings vermutet, dass beide verwandt gewesen sein könnten. Er muss auch von Polykleitos von Larisa unterschieden werden, mit dem er zuweilen verwechselt wurde.